# Martin Gren

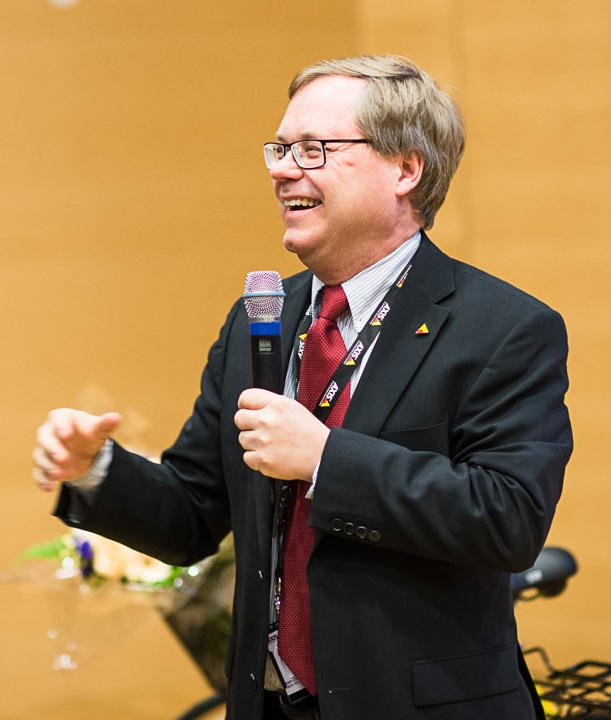
Martin Gren.

Sven Martin Vilhelm Gren, född 15 september 1962 i Östersund, är en svensk entreprenör och uppfinnare av den första nätverkskameran. Han är medgrundare av Axis, där han är styrelseordförande för Axis Communications.
Martin Gren uppvisade tidigt entreprenöriella egenskaper då han under grundskolan uppfann blinkade ljusorglar för diskotek, som han sålde till och med hjälp av sina skolkamrater. 1984 grundade han Axis, tillsammans med Mikael Karlsson och Keith Bloodworth, ett företag som till en början utvecklade och sålde utskriftservrar men som senare kom att bli världsledande inom nätverksvideo. 1996 uppfann han den första nätverkskameran, AXIS 200 Neteye, tillsammans med Carl-Axel Alm.
Enligt Veckans Affärer är Martin Gren den 81 rikaste personen i Sverige med en förmögenhet på 2,7 miljarder kronor.

## Yrkeskarriär
Martin Gren har sedan starten haft en såväl verkställande som operativ roll inom Axis Communications, bland annat som Chief Technology Officer på Axis Camera Division samt Director of New Projects. Han är idag styrelseledamot i Axis Communications, samt styrelseledamot i Askero Sagoboks Förlag AB, Eikos Aktiebolag, Grenspecialisten Förvaltning AB, Handelsbolaget Dekad, H. Lundén Holding Aktiebolag samt Proact. Tidigare satt han i Tobii som är ledare i ögonstyrning. 

## Utmärkelser
För sina framstående insatser för svenskt näringsliv samt den globala säkerhetsbranschen har Martin Gren mottagit en rad priser, så som Detektors "Life Time Achievement Award" 2009, Detektors ”Årets Säkerhetsentreprenör 2012”, världens första SER-Prize; "Medaljen för gagnerik gärning inom svenskt näringsliv" 2013, ”Outstanding Contribution to the Security Industry Award” på IFSEC & FIREX Awards 2013, Polhempriset 2013, Kungliga Patriotiska Sällskapets Näringslivsmedalj 2013 samt H.M Konungens Medalj i 12:e storleken i högblått band för betydande insatser inom svenskt näringsliv 2015. 2015 blev Martin Gren även utsedd till hedersdoktor på Lunds Tekniska Högskola för sitt föredöme som entreprenör och ledare. Martin Gren är nämnd som en viktig person för hela säkerhetsindustrin och blev år 2013 rankad etta på IFSEC Internationals lista över mest inflytelserika personer inom säkerhet och brand för att ha varit en av frontfigurerna för IP kamera revolutionen, något som upprepades år 2017 och 2018.
Martin Gren anlitas ofta som talare på olika event och konferenser inom exempelvis entreprenörskap och global säkerhet.  

### Länkar
- Martins YouTube-kanal där han bland annat pratar om renoveringen av en Canon Canola 130-kalkylator.